# Filippine ai Giochi della X Olimpiade
Le Filippine parteciparono ai Giochi della X Olimpiade, svoltisi a Los Angeles, Stati Uniti, dal 30 luglio al 14 agosto 1932, con una delegazione di 8 atleti impegnati in tre discipline.

## Medagliere

### Per discipline
| Sport            | Oro | Argento | Bronzo | Totale |
| ---------------- | --- | ------- | ------ | ------ |
| Atletica leggera | 0   | 0       | 1      | 1      |
| Nuoto            | 0   | 0       | 1      | 1      |
| Pugilato         | 0   | 0       | 1      | 1      |
| Totale           | 0   | 0       | 3      | 3      |

### Medaglie
| Medaglia | Atleta            | Sport            | Evento                  |
| -------- | ----------------- | ---------------- | ----------------------- |
| Bronzo   | Simeon Toribio    | Atletica leggera | Salto in alto maschile  |
| Bronzo   | Teófilo Yldefonso | Nuoto            | 200 metri rana maschili |
| Bronzo   | José Villanueva   | Pugilato         | Pesi gallo              |